# Дойл, Родди
Родди Дойл (англ. Roddy Doyle, 8 мая 1958 года, Дублин) — ирландский писатель, драматург и сценарист. Проживает в Монте-Карло.
Родился 1958 году в Дублине. В детстве посещал St. Fintan’s Christian Brothers School в Саттоне. Далее учился в Ирландском национальном университете в Дублине, который окончил с дипломом бакалавра искусств.. На протяжении 14 лет преподавал географию в Гриндейлской муниципальной школе в пригороде Дублина Килбаррак. В 1993 году отошел от преподавательской деятельности, сосредоточившись на литературе.
Обрел популярность в 1987 году после выхода романа «Группа Коммитментс» («The Commitments»), который через три года был экранизирован. В 1993 году роман «Пэдди Кларк ха-ха-ха» («Paddy Clarke На На На») получил Букеровскую премию, и был переведен на девятнадцать языков. Романы Дойла полны диалогами, жаргонизмами, просторечиями. Персонажи Дойла — простые люди «типичной страны» «третьего мира», как именует один из них Ирландию.